# Servantes de Marie Immaculée
Les Servantes de Marie Immaculée (en latin : Congregationis Sororum Ancillarum a Maria Immaculata) sont une congrégation religieuse enseignante de rite byzantin et de droit pontifical. C'est le 1er institut religieux féminin apostolique fondé au sein de l'Église grecque-catholique ukrainienne.

## Historique
La congrégation est fondée en 1892 à Zhuzhel en Autriche-Hongrie (maintenant Zhuzheliany dans l'Oblast de Lviv en Ukraine) par Jérémie Lomnytskyj (en), basilien de saint Josaphat. Il donne ainsi naissance à la première congrégation religieuse féminine apostolique de l'Église grecque-catholique ukrainienne. La communauté est confiée à Michaelina Hordashevska (1869-1919), fille spirituelle du père Lomnycky, qui désire embrasser la vie religieuse mais sans se retirer dans un monastère. Elle prend le nom de Josaphata en l'honneur de saint Josaphat Koncévitch, 1er saint greco-catholique ukrainien.
L'institut se répand rapidement en Galicie et, à partir de 1912, les sœurs commencent à suivre les émigrants ukrainiens au Canada et au Brésil. Les constitutions religieuses sont approuvées en 1892 par le cardinal Sylwester Sembratowicz, de l'archéparchie de Lviv (en), puis révisées par Andrey Sheptytsky en 1907. La congrégation pour les Églises orientales approuve l'institut le 27 juillet 1932, approbation confirmée par Pie XII par le bref apostolique "Sacra in clausura" du 18 janvier 1956.
En 1946, les Servantes sont supprimées et expulsées d'Ukraine et de Tchécoslovaquie.  Josaphata Hordashevska considérée comme cofondatrice de la congrégation est béatifiée par Jean-Paul II en 2001en même temps que les martyrs d'Ukraine dont Tarsykia Matskiv, une servante de Marie Immaculée martyre.

## Activités et diffusion
Les Servantes de l'Immaculée se consacrent à la catéchèse et à l'enseignement dans les communautés catholiques byzantines ukrainiennes à travers le monde. 
Elles sont présentes en  :
- Europe : Ukraine, Allemagne, France, Italie, Pologne, Serbie, Slovaquie.
- Amérique : Argentine, Brésil, Canada, États-Unis.
- Asie : Kazakhstan.
- Océanie : Australie.

La maison généralice est à Rome. 
En 2015, la congrégation comptait 686 sœurs dans 148 maisons.